# Peristylus forceps
Peristylus forceps är en orkidéart som beskrevs av Achille Eugène Finet. Peristylus forceps ingår i släktet Peristylus och familjen orkidéer. Inga underarter finns listade i Catalogue of Life.